# Татарський Саракташ
Тата́рський Саракта́ш (рос. Татарский Саракташ) — село у складі Сарактаського району Оренбурзької області, Росія.

## Населення
Населення — 107 осіб (2010; 128 у 2002).
Національний склад (станом на 2002 рік):
- татари — 84 %